# Souakria
Souakria es un pueblo en la Provincia de Blida en Mitidja dentro de Argelia.

## Ubicación
El pueblo está rodeado por el río El Harrach, y también por la ciudad de Meftah.

## Personas
- Yahia Boushaki, Político argelino ;